# (2778) Tangshan
(2778) Tangshan ist ein Asteroid des Hauptgürtels, der am 14. Dezember 1979 am Purple-Mountain-Observatorium in Nanjing entdeckt wurde. 
Die Namensgebung des Asteroiden erfolgte im Gedenken an die Stadt Tangshan in der chinesischen Provinz Hebei, die 1976 von einem massiven Erdbeben (Stärke: 7,8) heimgesucht wurde.